# Колеля, Ги Брис Парфе
Ги Брис Парфе Колелас (фр. Guy Brice Parfait Kolélas; 6 августа 1959 — 22 марта 2021) — политик из Республики Конго. В 2010 году, после смерти своего отца Бернара Колеласа, он временно занял место лидера в Конголезском движении за демократию и всеобщее развитие (MCDDI), одной из ведущих политических партий страны. С 2007 по 2009 годы он работал в правительстве Республики Конго, занимая должность министра морского и внутреннего рыболовства, а затем с 2009 по 2015 годы — министра гражданской службы и государственной реформы. В 2016 году он занял второе место на президентских выборах в 2016 году, после этого основал новую политическую партию — Союз демократов-гуманистов.

## Ранняя жизнь и образование
Колелас родился в Браззавиле в 1959 году, был сыном Жаклин и Бернара Колеласа. Он получил степень в экономике в университете Мариан Нгуаби в Браззавиле в 1983 году, после чего продолжил своё обучение во Франции. В 1985 году он получил степень в экономике в университете Франш-Конте, а в 1987 году — степень в международной транспортной логистике в международном институте транспорта Мюлуз. В итоге, в 1993 году, он завершил свою учёбу, получив степень доктора экономических наук с особым акцентом на стратегии бизнеса в университете Бургундии.

## Политический опыт и назначение в правительстве
Отец Колеласа, Бернар Колелас, был одним из главных политических лидеров в Республике Конго в 1990-х годах. В 1997 году, во время гражданской войны, он был назначен премьер-министром на короткий срок. Однако в октябре того же года он и президент Паскаль Лиссуба были свергнуты войсками повстанцев, лояльных Дени Сассу-Нгессо. Бернар и Лиссуба бежали в изгнание, но боевые действия продолжались. В декабре 1997 года Бернар поручил своему сыну Брис Парфе Колеласу отправиться в Южную Африку за оружием, которое ранее заказал у компании «Ebar Management & Trading Ltd», которая продавала оружие правительству во время гражданской войны. Брис Парфе Колелас был советником своего отца по вопросам транспорта в то время и участвовал в переговорах.
Бернар Колелас был приговорен к смертной казни за военные преступления в Республике Конго, но после восьми лет изгнания ему разрешили вернуться в страну в октябре 2005 года для участия в похоронах своей жены, Жаклин. Затем правительство Конго-Браззавиль позволило ему оставаться в стране и участвовать в политической жизни. В ноябре 2005 года национальное собрание единогласно одобрило амнистию для Колеласа.
В апреле 2007 года Конголезское движение за демократию и всеобщее развитие, возглавляемое Колеласом, заключило избирательный альянс с Конголезской партией труда Дени Сассу-Нгессо. На парламентских выборах в июне 2007 года Брис Парфе Колелас выступил в качестве кандидата Конголезского движения за демократию и всеобщее развитие в округе Кинкала, расположенном в департаменте Пул. Департамент Пул традиционно контролировалось Конголезским движением за демократию и всеобщее развитие, и Колелас легко победил на выборах в первом туре, получив 77,46 % голосов. После выборов он был назначен министром морского и внутреннего рыболовства 30 декабря 2007 года.
На первом конгрессе партии, который прошёл в Браззавиле 24-25 мая 2008 года, Брис Парфе Колелас был назначен координатором Национального исполнительного бюро и национальным секретарём по стратегиям развития в Конголезском движении за демократию и всеобщее развитие. Он был вторым по рангу членом партии после своего отца, однако на тот момент его отец был пожилым человеком с ухудшающимся здоровьем, и фактически Брис Парфе Колелас был назначен лидером партии. Он был явным кандидатом на замену своему отцу, и эта схема отличалась от ситуации в другой политической партии — Союзе за демократию и республику. Лидер партии «Союз за демократию и республику» Андре Милонго умер в 2007 году, не оставив своему сыну необходимых инструментов для того, чтобы стать лидером; сын, Стефан Милонго, не смог сам получить лидерство в партии. Было ясно, что судьба Милонгов могла повлиять на Бернарда Колеласа в его стратегии продвижения своего сына на вершину партии.
Брис Парфе Колелас также стал координатором Конференции африканских демократов-гуманистов, неправительственной организации, когда она была запущена по инициативе Конголезского движения за демократию и всеобщее развитие и нескольких других африканских политических партий 19 апреля 2009 года. Конференции африканских демократов-гуманистов отправила миссии наблюдателей за выборами для мониторинга президентских выборов в июле 2009 года в Конго-Браззавиле, а также в августе 2009 года на президентских выборах в Габоне.
19 апреля 2009 года Конголезское движение за демократию и всеобщее развитие в сочетании с несколькими другими африканскими политическими партиями запустило общественную организацию — Конференцию африканских демократов-гуманистов, Брис Парфе Колелас стал её координатором. В рамках своей деятельности, конференция отправила наблюдателей на президентские выборы в июле 2009 года в Республике Конго, а также в августе 2009 года на выборы в Габоне.

## Президентская кампания 2009 года и руководство паритей
Во время президентских выборов в июле 2009 года Брис Парфе Колелас занимал должность заместителя национального директора по продвижению компании Сассу-Нгессо на выборах. Несмотря на то, что Колелас и другие крупные фигуры протестовали против Нгессо, они все же посетили митинг в Браззавиле в июне 2009 года. На митинге Колелас прочитал сообщение от своего отца, который выразил поддержку Сассу-Нгессо. После победы на выборах Нгессо назначил Колеласа министром гражданской службы и государственной реформы 15 сентября 2009 года.
13 ноября 2009 года умер Бернар Колелас в возрасте 76 лет. После его смерти возник вопрос о том, кто займет место лидера Конголезского движения за демократию и всеобщего развития. Хотя Брис Парфе Колелас считался фаворитом, некоторые члены партии высказывали поддержку более старшему политику Бернару Тчибамбелелу. В итоге Исполнительное бюро партии решило, что Брис Парфе Колелас будет исполнять обязанности временного лидера и координатора Исполнительного бюро до проведения съезда, который за 20 лет существования не был проведен под руководством Бернара Колеласа.
В июле 2013 года в Браззавиле прошла восьмая конференция министров государственной службы Африки, на которой Брис Парфе Колелас был избран президентом конференции.
В июне 2014 года, Колелас критиковал союзников своей партии, Конголезскую партию труда, перед своими сторонниками из Конголезского движения за демократию и всеобщего развития. Он обвинил партию в невыполнении обещаний о предоставлении различных должностей, таких как «послы, префекты, мэры и многие другие вещи». Конголезская партия труда не смогла выполнить свои обещания, но Колелас все же заявил, что не собирается прекращать сотрудничество, так как оно было «подписано кровью наших предков».
На внеочередном съезде партии, который прошел 3-4 апреля 2015 года, Колелас был назначен кандидатом от Конголезского движения за демократию и всеобщего развития на выборах президента в 2016 году. Он выступил против изменения конституции, которое позволило бы Сассу-Нгессо баллотироваться на следующий срок, и принял участие в диалоге оппозиции в июле 2015 года, чтобы выразить протесты против изменения конституции. В результате этого он был уволен из правительства 10 августа 2015 года. Тогда же его брат, Эулог Ландри Колелас, был назначен министром торговли в правительстве.
Колелас занял второе место на президентских выборах 2016 года, набрав 15 % голосов, а Сассу-Нгессо был переизбран. После отстранения из партии Конголезского движения за демократию и всеобщего развития, Колелас создал новую партию, Союз демократов-гуманистов, 19 марта 2017 года. По словам Колеласа, новая партия возникла из «пепла» Конголезского движения за демократию и всеобщего развития.
1 февраля 2021 года он был выдвинут его политической партией — Союзом демократов-гуманистов. в качестве кандидата на президентских выборах, которые состоялись 21 марта 2021 года.

## Личная жизнь
Мать Колеласа, Жаклин, скончалась 29 сентября 2005 года. В следующем месяце, в октябре 2005 года, Колелас опубликовал заявление от имени своей семьи, в котором просил уважать их скорбь и настаивал на том, чтобы «Маман была похоронена в атмосфере мира, спокойствия, понимания и братской любви».
Как минимум до 2008 года Колелас был женат и имел троих детей.
В марте 2021 года, накануне президентских выборов, Колелас был госпитализирован во Францию после того, как заразился COVID-19. Он сообщил, что «борется смертью», но, к сожалению, скончался от осложнений COVID-19 22 марта 2021 года.